# Stampers
Stampers är en förort till Sala i Sala kommun i Västmanlands län.
I utkanten av området går numera nya riksväg 70 förbi Sala och vid Trafikplats Stampers startar även länsväg 256 mot Norberg.
Den gamla bebyggelsen har förtätats med nya en- och tvåplanshus. I samband med ombyggnaden av vägarna i området fick Stampers en lugnare tillvaro, eftersom länsväg 256 numera går utanför bostadsområdet. Följer man nya riksväg 70 söderut ett par kilometer kommer man till den nya korsningen i Evelund med riksväg 56, där rastplats finns och där nytt värdshus ska byggas.